# Thècle du frêne
Laeosopis roboris
Genre
Espèce
Statut de conservation UICN

 LC  : Préoccupation mineure
La Thècle du frêne (Laeosopis roboris) est une espèce de lépidoptères (papillons) de la famille des Lycaenidae et de la sous-famille des Theclinae. Elle est la seule espèce du genre monotypique Laeosopis.

## Noms vernaculaires
- en français : la Thècle (ou Thécla) du frêne
- en anglais : Spanish Purple Hairstreak
- en espagnol : Moradilla del Fresno

## Description
C'est un petit papillon au dessus brun gris à reflets violets et bordure foncée, dont les ailes postérieures sont festonnées.
Le revers est de couleur ocre orné d'une ligne submarginale de discrètes marques orange surmontées de noir cerné de blanc.

## Biologie
Discret, il réside sur le feuillage des frênes et ce n'est que tôt le matin qu'il descend butiner des ombellifères.

### Période de vol et hivernation
L'espèce vole en une génération de fin mai à fin juillet et hiverne à l'état d'œuf pondu sur le bourgeon ou sur le tronc.

### Plantes-hôtes
Sa plante-hôte est le frêne (Fraxinus excelsior).

## Écologie et distribution
Son aire de répartition se limite au Sud-Ouest de l'Europe : Portugal, Espagne, Sud-Est de la France et Italie (non confirmé).
En France métropolitaine, elle a été recensée dans treize départements du pourtour méditerranéen (Pyrénées-Orientales, Aude, Hérault, Aveyron,  Gard, Lozère,Ardèche, Drôme, Bouches-du-Rhône, Var, Isère, Alpes-de-Haute-Provence et Alpes-Maritimes).

### Biotope
C'est un lépidoptère des bois, haies et bosquets comportant des frênes.

## Systématique
L'espèce Laeosopis roboris a été décrite par le naturaliste allemand Eugen Johann Christoph Esper en 1793.
Elle est la seule représentante du genre monotypique Laeosopis, décrit par l'entomologiste français Pierre Rambur en 1858.

### Synonymes
- Papilio roboris Esper, 1794
- Papilio evippus Hübner, [1799-1800][2]
- Laeosopis evippus (Hübner, [1799-1800])

### Sous-espèces
- Laeosopis roboris demissa Verity, 1943 – en Italie.
- Laeosopis roboris escorialensis Oberthür 1910
- Laeosopis roboris higginsi Agenjo, 1963 – en Espagne, vers Grenade.
- Laeosopis roboris lusitanica Staudinger, [1892] – au Portugal.
- Laeosopis roboris magis Agenjo, 1963 – dans le nord-ouest de l'Espagne.
- Laeosopis roboris mudarra Agenjo, 1963 – dans le nord-est de l'Espagne.
- Laeosopis roboris portaensis Betti, 1977 – dans le sud des Pyrénées.
- Laeosopis roboris thiersi Betti, 1977 – dans le sud de la France[2].

## Protection
Pas de statut de protection particulier.